# Namiotnik żółtouszny
Namiotnik żółtouszny (Uroderma bilobatum) – gatunek ssaka z podrodziny owocnikowców (Stenodermatinae) w obrębie rodziny liścionosowatych (Phyllostomidae).

## Taksonomia
Gatunek po raz pierwszy zgodnie z zasadami nazewnictwa binominalnego opisał w 1866 roku niemiecki zoolog Wilhelm Peters nadając mu nazwę Uroderma bilobatum. Holotyp pochodził z São Paulo, Brazylii; jednak badania przeprowadzone w 2017 wykazały, że holotyp odłowiono najprawdopodobniej we wschodniej Brazylii, być może w stanie Bahia.  
Obecna koncepcja taksonomiczna jest bardziej ograniczona przez uznanie U. convexum i U. davisi za ważne gatunki. Podgatunki różnią się głównie wielkością, a rewizja taksonomiczna przy użyciu technik molekularnych może zmienić ich status. Autorzy Illustrated Checklist of the Mammals of the World rozpoznają trzy podgatunki. Podstawowe dane taksonomiczne podgatunków (oprócz nominatywnego) przedstawia poniższa tabelka:
| Podgatunek       | Oryginalna nazwa              | Autor i rok opisu | Miejsce typowe                                                                     |
| ---------------- | ----------------------------- | ----------------- | ---------------------------------------------------------------------------------- |
| U. b. thomasi    | Uroderma thomasi              | K. Andersen, 1906 | Bellavista (15°S 68°W/-15,000000 -68,000000), na wysokości 1400 m n.p.m., Boliwia. |
| U. b. trinitatum | Uroderma bilobatum trinitatum | W.B. Davis, 1968  | Caparo, na wysokości 150 ft (46 m), Coronie, Trynidad, Trynidad i Tobago.          |

### Etymologia
- Uroderma: gr. ουρα oura „ogon”; δερμα derma, δερματος dermatos „skóra”[12].
- bilobatum: nowołac. bilobatus „dwupłatkowy”, od bi- „dwu-”, od bis „dwa razy, podwójny”; nowołac. lobatus „płatkowy”, od łac. lobus „płatek”, od gr. λοβος lobos „płatek ucha”[13][14][15].
- thomasi: Michael Rogers Oldfield Thomas (1858–1929), brytyjski zoolog[16][17].
- trinitatum: Trynidad (późnołac. Trinitas „Święta Trójca”, od łac. trini „troje razem”, od tres „trzy”), Trynidad i Tobago[18].

## Zasięg występowania
Namiotnik żółtouszny zamieszkuje lasy i plantacje Ameryki Południowej zamieszkując w zależności od podgatunku:
- U. bilobatum bilobatum – Kolumbia i Wenezuela (na wschód od Andów) oraz Gujana na południe do Brazylii (na północ od Minas Gerais i Mato Grosso do Sul). Obserwacje z południowej (Parana) i południowo-wschodniej Brazylii (stany Rio de Janeiro i São Paulo) są błędne.
- U. bilobatum thomasi – Ekwador, Peru i Boliwia wzdłuż wschodniego zbocza Andów.
- U. bilobatum trinitatum – Trynidad.

## Morfologia
Długość ciała 55–71 mm, ogon niewidoczny, długość ucha 12–21 mm, długość tylnej stopy 9–16 mm, długość przedramienia 39,3–44,6 mm; masa ciała 13,7–22 g. Wzór zębowy: I {\displaystyle {\tfrac {2}{2}}} C {\displaystyle {\tfrac {1}{1}}} P {\displaystyle {\tfrac {2}{2}}} M {\displaystyle {\tfrac {3}{3}}} = 32. Kariotyp wynosi 2n = 42 i FN = 50, z pięcioma parami submetacentrycznych i 15 parami akrocentrycznych autosomów. Chromosom X jest subtelocentryczny, a chromosom Y jest submetacentryczny.

## Ekologia

### Tryb życia
Namiotnik żółtouszny jest nadzwyczaj aktywny podczas dnia w stosunku do innych gatunków nietoperzy. Wynalazł prostą, ale skuteczną metodę zapewnienia sobie schronienia przez palącym słońcem: wygryza mianowicie półkolisty szereg dziur w wachlarzowym liściu palmy, co powoduje załamanie zewnętrznej części liścia, dzięki czemu powstaje schronienie bardzo podobne do namiotu. Nietoperze te opuszczają ową kryjówką w poszukiwaniu dojrzałych owoców. W jednym „namiocie” może przebywać od 20 do 80 osobników.

### Rozmnażanie
Ciężarne samice budują specjalne „izby położnicze”, w których pomiędzy lutym a kwietniem na świat wydają młode. Pozostają w tych kryjówkach do czasu, aż młode nauczą się latać. W tym czasie samce żyją samotnie bądź w niewielkich grupkach, łącząc się ponownie we wspólne zgrupowanie dopiero po przestaniu ssania przez młode mleka.